# Дони-Гайтан
Дони-Гайтан (серб. Доњи Гајтан) — населённый пункт в общине Медведжя Ябланичского округа Республики Сербии.

## Население
Согласно переписи населения 2002 года, в селе проживало 142 человека (130 сербов, 9 черногорцев и 3 лица неизвестной национальности).
| Численность населения | Численность населения | Численность населения | Численность населения | Численность населения | Численность населения | Численность населения | Численность населения |
| 1948                  | 1953                  | 1961                  | 1971                  | 1981                  | 1991                  | 2002                  | 2011                  |
| --------------------- | --------------------- | --------------------- | --------------------- | --------------------- | --------------------- | --------------------- | --------------------- |
| 489                   | 585                   | 526                   | 389                   | 315                   | 160                   | 142                   | 81                    |

## Религия
Согласно церковно-административному делению Сербской православной церкви, село относится к Медведжянскому приходу Ябланичского архиерейского наместничества Нишской епархии.